# Стриганы
Стриганы (укр. Стригани) — село в Славутском районе Хмельницкой области Украины.
Население по переписи 2001 года составляло 469 человек. Почтовый индекс — 30069. Телефонный код — 3842. Занимает площадь 1,22 км². Код КОАТУУ — 6823984002.

## История
В конце XIX столетия в селе было 46 домов и 276 жителей, 2 водяные мельницы и одна ветряная. По переписи 1911 года проживало 310 жителей, была водяная мельница (300 тыс. пудов ежегодного перемола). Князю Святополку-Четвертинскому принадлежало 2493 десятины.
В годы Великой Отечественной войны здесь действовал партизанский отряд Антона Одухи: с 12 по 13 мая 1944 его партизанский отряд при поддержке милиции вёл бои против украинских националистов около села, разгромив наголову отряд более чем из 200 человек и казнив ряд повстанцев.

## Местный совет
30068, Хмельницкая обл., Славутский р-н, с. Крупец